# 1557
| 1557               |
| ------------------ |
| Dødsfald - Fødsler |
| • Begivenheder     |

| Gregoriansk kalender | 1557 MDLVII             |
| Ab urbe condita      | 2310                    |
| Armensk kalender     | 1006 ԹՎ ՌԶ              |
| Kinesiske kalender   | 4253 – 4254 丙辰 – 丁巳 |
| Etiopisk kalender    | 1549 – 1550             |
| Jødisk kalender      | 5317 – 5318             |
| Hindukalendere       |                         |
| - Vikram Samvat      | 1612 – 1613             |
| - Shaka Samvat       | 1479 – 1480             |
| - Kali Yuga          | 4658 – 4659             |
| Iransk kalender      | 935 – 936               |
| Islamisk kalender    | 964 – 965               |

Konge i Danmark: Christian 3. 1534-1559
Se også 1557 (tal)

## Begivenheder
- 1. februar – Indføres der bøder for drukkenskab i Danmark; Samtidig ophæves straffen for ikke at gå til alters.

## Født
- 24. februar – Matthias (Tysk-romerske rige), død 1619.
- 4. september – Sophie af Mecklenburg, dansk dronning (død 1631).